# Nomia
Nomia (latinsky Nomia) je v řecké mytologii je jedna z nymf - Najád.
Je známa jako milenka mladíka jménem Dafnis, kterého potrestala za nevěru ztrátou zraku.